# Can Valls (Sant Andreu de Llavaneres)
Can Valls és una masia de Sant Andreu de Llavaneres (Maresme) inclosa a l'Inventari del Patrimoni Arquitectònic de Catalunya.

## Descripció
Masia de base quadrangular formada per planta baixa i pis. La coberta és a dues aigües. A la façana principal hi ha un portal rodó d'entrada amb dovelles grans; a sobre hi ha un balcó. Al primer pis al costat del balcó hi ha una finestra amb llinda recta. Les altres dues finestres, una a dalt i l'altra a baix, d'estil gòtic i amb arc conopial, no són originàries d'aquesta casa i s'hi van incorporar en una restauració que es va fer durant el segle xx. Per dins conserva la distribució originària. Les llindes interiors són de pedra amb sanefa.

## Història
Aquesta masia es troba documentada des del 1766. Al segle xx la casa i les terres varen ser comprades per la família Valls, que va restaurar-la incorporant-hi dues finestres conopials gòtiques provinents d'una altra casa. A l'entrada de la finca hi ha un petit estany i un brollador amb la imatge de Sant Magí, decorat tot amb l'estil modernista del moment. Hi ha també una pèrgola adossada a l'esquerra de la casa on hi ha un fresc pintat, obra de Porcar.